# Prackowszczyzna (rejon oszmiański)
Prackowszczyzna (biał. Працкаўшчына; ros. Працковщина) − wieś na Białorusi, w obwodzie grodzieńskim, w rejonie oszmiańskim, w sielsowiecie Żuprany.

## Historia
W czasach zaborów wieś w gminie Polany, w powiecie oszmiańskim, w guberni wileńskiej Imperium Rosyjskiego, należąca do szlacheckiej rodziny Piaseckich. W 1866 roku liczyła 9 dusz rewizyjnych. należała do dóbr Starosiele, własność Skryplewskich. W 1905 roku liczyła 70 mieszkańców, 44 dziesięciny.
W latach 1921–1945 wieś leżała w Polsce, w województwie wileńskim, w powiecie oszmiańskim, w gminie Polany.
W 1931 wieś w 16 domach zamieszkiwały 103 osoby.
Wierni należeli do parafii rzymskokatolickiej w Oszmianie. Miejscowość podlegała pod Sąd Grodzki w Oszmianie i Okręgowy w Wilnie; właściwy urząd pocztowy mieścił się w Oszmianie.
Po II wojnie światowej w granicach Związku Sowieckiego. Od 1991 w niepodległej Białorusi.